# Грін-Блафф (Вашингтон)
Грін-Блафф (англ. Green Bluff) — переписна місцевість (CDP) в США, в окрузі Спокен штату Вашингтон. Населення — 697 осіб (2020).

## Географія
Грін-Блафф розташований за координатами 47°49′8″ пн. ш. 117°16′37″ зх. д. / 47.81889° пн. ш. 117.27694° зх. д. (47.819004, -117.277000).  За даними Бюро перепису населення США в 2010 році переписна місцевість мала площу 19,79 км², уся площа — суходіл.

## Демографія
Згідно з переписом 2010 року, у переписній місцевості мешкала 761 особа в 267 домогосподарствах у складі 229 родин. Густота населення становила 38 осіб/км².  Було 281 помешкання (14/км²).
Расовий склад населення:
| - 96,2 % — білих - 0,8 % — корінних американців - 0,7 % — азіатів |

До двох чи більше рас належало 1,8 %. Частка іспаномовних становила 4,1 % від усіх жителів.
За віковим діапазоном населення розподілялося таким чином: 23,0 % — особи молодші 18 років, 61,5 % — особи у віці 18—64 років, 15,5 % — особи у віці 65 років та старші. Медіана віку мешканця становила 48,1 року. На 100 осіб жіночої статі у переписній місцевості припадало 97,2 чоловіків;  на 100 жінок у віці від 18 років та старших — 101,4 чоловіків також старших 18 років.
Середній дохід на одне домашнє господарство  становив 130 676 доларів США (медіана — 121 036), а середній дохід на одну сім'ю — 130 099 доларів (медіана — 121 036). За межею бідності перебувало 5,4 % осіб, у тому числі 5,3 % дітей у віці до 18 років та 0,0 % осіб у віці 65 років та старших.
Цивільне працевлаштоване населення становило 433 особи. Основні галузі зайнятості: будівництво — 23,8 %, мистецтво, розваги та відпочинок — 18,2 %, освіта, охорона здоров'я та соціальна допомога — 12,9 %, науковці, спеціалісти, менеджери — 11,8 %.